# File Roller
File Roller est un logiciel de manipulation d'archives pour l'environnement graphique GNOME. Il utilise la boîte à outils GTK3.

## Fonctionnalités
File Roller est un gestionnaire d'archives aux fonctionnalités multiples : il permet de créer et modifier des archives, en voir son contenu, voir le contenu même des fichiers d'une archive et l'extraire. Il se comporte comme n'importe quel gestionnaire d'archives et dispose d'une interface épurée.

## Les formats de fichier supportés
File Roller prend en charge un très grand nombre de formats de fichiers, sans distinction particulière entre format libre et format propriétaire.
(Remarque : Des codecs sont nécessaires pour la lecture des archives, File Roller n'est seulement qu'une interface graphique permettant la lecture et l'extraction des archives)
- 7z (.7z)
- ar (Unix) (en) (.ar)
- ARJ (.arj)
- gzip (.tar.gz , .tgz)
- bzip (.tar.bz , .tbz)
- bzip2 (.tar.bz2 , .tbz2)
- xz (.tar.xz)
- compress (.tar.Z , .taz)
- Portable Executable (.exe, .dll)
- lzip (en) (.tar.lz , .tlz)
- LZO (.tar.lzo , .tzo)
- JAR archives (.jar , .ear , .war)
- LHA archives (.lzh)
- RAR archives (.rar)
- StuffIt archives (.bin, .sit)
- tar
- ZIP archives (.zip)
- Zoo (file format) (en) archives (.zoo)
- Single files compressed with gzip, bzip, bzip2, compress, lzip, LZO, xz
- Image isos (.iso) (read-only)
- DEB (.deb) (lecture uniquement)
- RPM (.rpm) (lecture uniquement)